# Хайнрих фон Шьонбург-Глаухау
Хайнрих Готлоб Ото Ернст фон Шьонбург-Глаухау (на немски: Heinrich Gottlob Otto Ernst von Schönburg-Glauchau; * 14 септември 1794, дворец Кволсдорф при Хенихен; † 12 март 1881, Глаухау) е граф и господар на Шьонбург-Глаухау е собственик на господствата Хинтерглаухау и Рохсбург и от 1857 г. народен представител в Кралство Саксония.

## Биография
Той е син на баварския генерал граф Лудвиг Кристиан Ернст (1762 – 1842) и съпругата му графиня Фердинанда Хенриета фон Хохберг-Ронсток, фрайин фон Фюрстенщайн (1767 – 1836). Внук е на Албрехт Кристиан Ернст фон Шьонбург (1720 – 1799) и графиня Магдалена Франциска Елизабет фон Шьонбург-Фордерглаухау (1727 – 1772), дъщеря на граф Франц Хайнрих фон Шьонбург-Валденбург (1682 – 1746) и Йохана София Елизабет фон Шьонбург-Хартенщайн (1699 – 1739). Брат е на Херман Албрехт Хайнрих Ернст (1796 – 1841).
Хайнрих фон Шьонбург-Глаухау следва първо камерални науки в Лайпциг, прекъсва следването си през 1814 г., за да се бие като офицер в батальон „Шьонбург“ срещу Наполеон Бонапарт.
На 1 май 1837 г. той купува от баща си господството Хинтерглаухау. След смъртта на баща през 1842 г. наследява дворец му Векселбург, половината от господството Рохсбург и дворец Гузов. През ноември 1858 г. купува рицарското имение и дворец Нечкау, където прави парк. През 1868 г. наследява и другата половина на господството Роксбург. На 29 октомври 1878 г. Хайнрих предоставя останалите собствености до 1740 г. на фамилията Шьонбург на Кралство Саксония.
Той е през 1857/58, 1871/73 и 1877/78 г. народен представител в Саксонската I. камера.
Умира на 86 години на 12 март 1881 г. Клоновете Шьонбург-Валденбург, Шьонбург-Хартенщайн съществуват до днес като Шьонбург-Глаухау.

## Фамилия
Хайнрих фон Шьонбург-Глаухау се жени на 17 май 1820 г. за принцеса Мария Клементина фон Шьонбург (* 9 март 1789; † 1 октомври 1863), дъщеря на княз Ото Карл Фридрих фон Шьонбург-Валденбург (1758 – 1800) и графиня Хенриета Елеонора Елизабета Ройс-Кьостриц (1755 – 1829). Те имат децата:
- Хенриета Мария Елизабет (* 1 ноември 1821; † 9 декември 1899), неомъжена
- Фридрих Вилхелм Едмунд (* 22 май 1823, Берлин; † 12 октомври 1897, Грац), женен на 3 ноември 1852 г. в Прага за принцеса Габриела фон Виндиш-Грец (* 23 юли 1827; † 23 август 1917); няма деца
- Фридрих Алфред (* 17 април 1827; † 24 юли 1855)
- Рихард Клеменс фон Шьонбург-Хинтерглаухау (* 19 ноември 1829, Берлин; † 19 октомври 1900, Берлин), 1881 г. граф на Шьонбург-Хинтерглаухау, женен I. на 29 ноември 1856 г. в Лихтенщайн за принцеса Отилия фон Шьонбург-Валденбург (* 3 май 1830; † 4 ноември 1880), II. в Карлсруе на 26 октомври 1886 г. за фрайин Фрида фон Фабрице (* 29 август 1864, Пегау; † 21 септември 1943); няма деца

## Галерия
- Дворец Хинтерглаухау
- Дворец Рохсбург
- Дворец Векселбург
- Дворец Гузов
- Дворец Нечкау